# Særligt Tilrettelagt Ungdomsuddannelse
 Der er for få eller ingen kildehenvisninger i denne artikel, hvilket er et problem. Du kan hjælpe ved at angive troværdige kilder til de påstande, som fremføres i artiklen.

Særligt Tilrettelagt Ungdomsuddannelse (STU) er et 3-årigt uddannelsesforløb, der henvender sig til unge i alderen 16-25 år med særlige behov. Det kan for eksempel være autisme, udviklingshandicap eller andre handicap eller psykiske sygdomme der gør at man ikke kan tage anden uddannelse.
Målet med uddannelsen er, at eleverne bliver bedre rustede til at deltage i voksenlivet og f.eks. påbegynde en erhvervsuddannelse, tage en HF inklusion eller komme i beskæftigelse efterfølgende. Man afslutter en STU med et kompetencepapir.
Uddannelsen henvender sig til unge mennesker, der ikke eller ikke endnu har mulighed for at gennemføre en traditionel ungdomsuddannelse, selv om der ydes specialpædagogiskstøtte til de unge. Ifølge lovgivningen har unge med særlige behov krav på en 3-årig ungdomsuddannelse, efter at de har afsluttet grundskolen, uanset hvor i landet de bor.
En STU kan bestå af mange forskellige elementer og er særligt tilrettelagt for den enkelte. Uddannelsen kan for eksempel bestå af:
-praktik i en virksomhed
- boglig undervisning (fx. 9./10. eksamen. Nogle gange udbydes der også HF enkeltfag)
-boundervisning
-kreative fag
-selvforståelseskurser
-fag der gør en klar til arbejde fx. IT, kontor, madlavning
-undervisning i hvordan man begår sig socialt

## Uddannelsessteder
- Hans Knudsen Instituttet
- Erhvervsskolen Det Musiske Kompagni
- CSU- Slagelse
- UUC Maglemosen
- Specialisterne DK
- Grennessminde
- STU CSV
- Unges STU
- STU Next Job
- CSU Egedammen
- TV-Glad
- M/s Sixtus STU
- Sputnik STU
- Socialcode STU
- Skovbo
- ...og mange flere